# 백낙환
백낙환(白樂晥, 1926년 9월 27일~2018년 12월 7일)은 대한민국의 의사이며 백병원 전직 이사장이자 인제대학교 초대총장이다. 백인제의 동생 백붕제의 장남이며 문학평론가 백낙청의 이복형(異母兄)이다.

## 생애
홍경래의 난 때 창의하여 대항한 수와(守窩) 백경해의 현손이자 백붕제의 장남으로 태어났다. 어머니는 그를 낳은 지 5개월 만에 폐렴으로 세상을 떠났다.
1939년 고향 평북 정주군을 떠나 서울로 유학, 휘문중학교에 입학했다. 이후 큰아버지 백인제의 댁에서 통학하였다. 큰아버지 백인제의 뜻에 따라 1944년 경성제국대학 예과 이과 을류로 진학하여 1951년 서울대학교 의과대학을 졸업하였다.
백병원의 창립자 백인제가 전쟁 중 납북되자 백병원은 존립이 위태로웠고, 1961년 1월 원장 직무대행을 맡으면서, 사촌 백낙조와 함께 1972년 16개과 140병상의 현대식 종합병원 백병원을 개원하였다. 
1946년 12월 17일 백인제가 설립한 재단법인 백병원은 서울백병원과 부산백병원(1979년 개원)을 모체로 하는 학교법인 인제학원(1979.1.12. 문교부 정식허가. 설립자 대표 백낙조)으로 새롭게 태어났으며, 아울러 백중앙의료원이 탄생하였다. 초대 학교법인 인제학원 이사장에 백낙조 이사장, 백중앙의료원 원장에 백낙환 이사가 선임되었으며, 이후 상계백병원(1989년 개원), 일산백병원(1999년 개원), 해운대백병원(2010년 개원)을 개원하였으며, 1979년 개교한 인제의과대학은 10년 만에 종합대학으로 승격하였으며, 1989년 초대총장을 맡은 이후 12년 동안 인제대학교 총장으로 재직했다.
전국한자교육추진총연합회 회장, 서재필기념회 이사장, 장기려 선생 기념사업회 회장을 거쳐 2008년 1월 도산안창호선생기념사업회 회장에 선출됐다.

## 기타

### 저서
- 영원한 청년정신으로(한길사, 2007. 5)

### 상훈
- 2002년 국민훈장 무궁화장

## 가족관계
- 아버지 : 백붕제(1910~?) 친일관료
- 생모 : 안숙온( ? ~ 1927년), 순흥안씨(順興安氏) 안병탁(安炳卓)의 딸 (백낙환의 생후 5개월 만에 사망)[1]
- 계모 : 최귀란(1911년 ~ ? ), 월성최씨(月城崔氏) 최세진(崔世軫)의 딸 
  - 동생 : 백순영(白純英, 1936년 ~ )
  - 동생 : 백낙청(白樂晴, 1938년 ~ ), 서울대 명예교수
  - 제수 : 한지현, 대학교수
  - 동생 : 백낙돈(白樂曒, 1939년 ~ )
  - 동생 : 백낙서(白樂曙, 1945년 ~ ), 인제대 석좌교수
  - 제수 : 김윤희(金潤喜, 1949년 ~ ), 대학교수 (김치열의 딸)
  - 동생 : 백미영(白美英, ? ~ ), 단국대 교수, 피아니스트

## 같이 보기
- 백병원
- 백낙청
- 백인제
- 백붕제
- 안창호
- 서재필
- 장기려
- 인제대학교